# Азарх Раїса Мойсеївна
Раї́са Мойсе́ївна Аза́рх (нар. 2 травня 1897, Щербинівка Катеринославської губернії — листопад 1971, Москва) — учасниця громадянської війни, лікар, радянська письменниця. Кавалер ордена Червоного Прапора.

## Біографія
Народилася в родині ремісника у Щербинівці (нині місто Торецьк Донецької області). В 1917 році закінчила медичний факультет Харківського жіночого педагогічного інституту. Член комуністичної партії з 1917 року. Учасниця Жовтневої революції, член ВЦВК.
В роки Громадянської війни — організатор санітарних частин. З грудня 1918 року по липень 1919 року — начальник Головного військово-санітарного управління України. Комісар 1-ї особливої Вятської дивізії; в 1919—1920 роках перебувала на Східному фронті Червоної армії (проти Колчака, а на початку 1920 керувала боротьбою з епідемію тифу в Сибіру як начальник санітарної служби 5-ї армії. Після закінчення Громадянської війни перебувала на партійній роботі.
В 1928 році нагороджена бойовим орденом Червоного Прапора (одна з перших жінок, нагороджених цим орденом). В двадцятих — тридцятих роках співробітниця Державного видавництва України; сприяла виданню тритомника творів Миколи Хвильового, який називав її своїм меценатом (останні два томи вийшли вже після загибелі Хвильового, коли його ім'я поступово почали піддавати остракізму).
В 1936—1937 роках Азарх слідом за своїм чоловіком, угорським письменником Мате Залкою (псевдо «генерал Лукач»), поїхала до Іспанії, де брала участь у Громадянській війні як радник, займалася створенням санітарних частин республіканської армії.
Під час анексії Польщі в 1939 році — уповноважений Народного комісаріату оборони. Також брала участь у Радянсько-фінській війні 1940—1941 років. В 1941—1944 роках — військовий кореспондент. Пізніше Раїса Мойсеївна Азарх мешкала у Москві. Підпадала під сталінські репресії під час боротьби з «космополітами», і її ранні літературні твори були вилучені з радянських бібліотек та книгарень протягом 1950—1968 років.

## Літературні твори
Літературну діяльність розпочала в 1917 році. Книги Раїси Азарх — нариси очевидця та учасника революційних та воєнних подій:
- 1921 — «Октябрь в Москве»;
- 1930 — «Борьба продолжается» (витримала п'ять видань до 1937 року);
- 1935 — «Пятая армия» (роман викликав офіційну критику і фактично був заборонений; побачила світ лише журнальна версія);
- 1941 — «Сыны народа»;
- 1942 — «Отважные»;
- 1957 — «В Симоновском районе», «Гуманисты»;
- 1956—1959 — «Дорога чести» (про війну в Іспанії);
- 1967 — «У великих истоков»[3].

Українською мовою виходили уривки з книги «Син мій» — у журналі «Червоний шлях», № 8 і № 11 за 1928 рік та № 12 за 1929 під заголовками «Григор'євщина», «Народження» та «Розвідка» відповідно, а також книга «Переліс» (Харків: Література і мистецтво, 1931, 168 сторінок).